# Пентландит
Пентландит (рос. пентландит; англ. pentlandite; нім. Pentlandit m) — мінерал класу сульфідів, сульфід заліза і нікелю координаційної будови.
Синоніми: залізонікелевий колчедан, нікопірит, фольгерит, лілехамерит.

## Етимологія та історія
Пентландит був названий на честь його першовідкривача, Джозефа Барклая Пентланда (1797–1873), ірландського вченого-натураліста та географа. Альтернативна назва залізо-нікелевий пірит походить від високого вмісту заліза та нікелю в мінералі.
Пентландит вперше був виявлений у 1856 році в шахті Крейнюр поблизу Інверарея в шотландському регіоні Стратклайд та поблизу Еспедалена в Сьор-Фроні, Норвегія, і описаний французьким геологом та мінералогом Армандом Дюфренуа (1792-1857).

## Загальний опис
Хімічна формула: (Fe, Ni)9S8. Містить (%): Fe — 32,55; Ni — 34,22; S — 33,23; ізоморфні домішки Со (1,4-1,6 %).
Сингонія кубічна.
Пентландит звичайно утворює суцільні скупчення та тонкозернисті агрегати. У вигляді добрих кристалів не зустрічається.
Колір яснобронзовожовтий, бронзовожовтий. Колір риси світлий, бронзовокоричневий. Густина 4,6-5,0. Блиск металічний. Непрозорий. Спайність недосконала. Є окремість по (111). Злам'' раковистий. Крихкий. Твердість 3,5-4,0. Питома вага 4,5 — 5,0. Добрий провідник електрики. Магнітних властивостей не має.
Під мікроскопом у полірованих шліфах ізотропний.
Пентландит одержується також штучно сплавлюванням Fe, Ni, S у графітовому тиглі з повторним додаванням S.
Типовий матеріал: Музей природничої історії, Лондон, Англія, 26622–26223.

## Утворення та місцезнаходження
Пентландит зазвичай утворюється в рідких магматичних відкладеннях в ультраосновних породах. Його найважливішим партнером у парагенезисі є піротин, з яким він часто тісно переплітається. Це спричинено розпадом твердої фази розчину пентландиту та піротину при охолодженні нижче 610 °C, внаслідок чого характерні, полум'яноподібні сегрегаційні тіла пентландиту утворюються всередині піротину або розташовані на межах зерен піротину. Цей агрегат зрощення також відомий як нікелевий пірит. Інші супутні мінерали включають халькопірит, кубаніт, макінавіт, магнетит та троїліт.
Пентландит творює лікваційні родовища. Звичайно в цих родовищах у невеликій кількості є магнетит і мінерали платинової групи.
Як поширене мінеральне утворення, пентландит станом на 2021 рік зафіксований і задокументований в понад 1600 локаціях
У Німеччині пентландит був знайдений, серед іншого, у колишній шахті Фрідріха-Августа-Грубе та нинішньому природному заповіднику в Баден-Вюртемберзі, на горі Гроссер Тайхельберг поблизу Пехбрунна та в кар'єрі Гесс у природному заповіднику Воялейте в Баварії, у метеориті Треббін, що впав у 1988 році поблизу однойменного міста в Бранденбурзі, у шахті Людвігсгоффнунг поблизу Беллнхаузена та шахті Верзенунг поблизу Рахельсхаузена в Гессені, а також у кількох місцях у Нижній Саксонії, Північному Рейні-Вестфалії, Рейнланд-Пфальці та Саксонії.
В Австрії мінерал був знайдений у багатьох місцях у Високій Тауерні, включаючи район відкриття Торлайтен у Каринтійській групі Голдберг, шахту Гайсванд у Гайдбахграбені, родовище шеліту у Фельберталі та родовище смарагдів у Лекбахграбені в Хабахталі в Зальцбургській землі. У Каринтії його також було знайдено в кількох місцях району Фрізах-Гюттенберг, поблизу Вольфсбаха в нижньоавстрійській громаді Дрозендорф-Ціссерсдорф, поблизу Санкт-Йоганна-ім-Понгау в Зальцбурзі та в інших місцях у Штирії та Тіролі.
Інші місця поширення включають Афганістан, Єгипет, Албанію, Аргентину, Австралію, Ефіопію, Болівію, Ботсвану, Бразилію, Болгарію, Буркіна-Фасо, Китай, Німеччину, Фінляндію, Францію, Гану, Грецію, Гренландію, Індію, Індонезію, Італію, Ямайку, Японію, Ємен, Канаду, Казахстан, Демократичну Республіку Конго, Північну та Південну Корею, Кубу, Мадагаскар, Марокко, Мексику, Намібію, Нову Каледонію, Нову Зеландію, Норвегію, Оман, Пакистан, Філіппіни, Польщу, Португалію, Румунію, Росію, Швецію, Швейцарію, Сьєрра-Леоне, Зімбабве, Словаччину, Іспанію, Південну Африку, Тринідад і Тобаго, Чехію, Туреччину, Уганду, Україну, Угорщину, Сполучене Королівство (Велика Британія), Сполучені Штати (США) та В'єтнам.
Пентландит також був виявлений у зразках гірських порід із Серединно-Атлантичного хребта, Моря Кризіум на Місяці та в кометному пилу з Wild 2.
Найважливіше родовище розташоване у Великому Садбері (Канада). Інші родовища пентландиту можна знайти в Квебеку (Канада), Каліфорнії, Норвегії, Південній Африці та ін.
На території України пентландит є в складі нікелевих руд на Побужжі (6 родовищ) та в Середньому Придніпров'ї (4 родовища).

## Практичне значення
Пентландит — головна руда на нікель. Мінімальний вміст Ni в рудах становить 0,3 %.

## Різновиди
Розрізняють:
- пентландит кобальтистий (різновид з родовища Північної Фінляндії, який містить 49 % Со),
- кобальтопентландит (містить Со до 54 %).